# William Webster
William Hedgcock Webster (San Luis, 6 de marzo de 1924-Warrenton, 8 de agosto de 2025) fue un abogado y jurista estadounidense. Fue presidente del Consejo Asesor del Departamento de Seguridad Nacional de los Estados Unidos (DHS). También fue el director de la Oficina Federal de Investigación (FBI) desde 1978 hasta 1987 y el director de la Agencia Central de Inteligencia (CIA) desde 1987 hasta 1991.

## Biografía
William Webster fue un juez federal que ascendió al FBI en la presidencia de Jimmy Carter y a la CIA en la presidencia de Ronald Reagan, gracias a sus golpes acertados contra la mafia en Nueva York. Webster es el único funcionario estadounidense que logra servir como director, tanto en la Agencia Central de Inteligencia (CIA) como en la Oficina Federal de Investigación (FBI).